# گاشربروم ۱
گاشربروم ۱ (به انگلیسی: Gasherbrum I) (همچنین با نام کی۵ یا قلهٔ مخفی نیز شناخته می‌شود) در منطقهٔ قراقروم در هیمالیا واقع شده‌است و در همان رشته کوه‌های گاشربروم جای گرفته‌است. "قلهٔ پنهان" نامی است که کوهنوردان روی این قله گذاشته‌اند و مردم محلی آن را rgasha""(گاشا) می‌نامند به معنای "کوهستان زیبا". این قله دارای ارتفاع ۸۰۸۰ می‌باشد.

## حادثه‌های کوه‌نوردهای ایرانی در گاشربروم
در سال ۱۳۸۲، هنگام صعود به قله گاشبروم ۱ در پاکستان، محمد اوراز به همراه مقبل هنر پژوه بر اثر سقوط بهمن سقوط می‌کنند مقبل هنر پژوه سالم ماند ولی محمد اوراز پس از انتقال به بیمارستان شفا در اسلام‌آباد پاکستان فوت می‌کند.

## گم شدن کوهنوردان اسپانیایی
۳ کوهنورد اسپانیایی روز یکشنبه ۲۱ ژوئیه ۲۰۱۱ در حالی که تلاش می‌کردند به قله ۸۰۸۰ متری گاشربروم ۱ در رشته کوه قره قروم صعود کنند، ناپدید شدند.

## صعودکنندگان
- حسن نجاریان در سال ۱۳۸۲ این قله را صعود کرد و یکی از بازماندگان حادثه گاشربروم ۱ است.
- عظیم قیچی‌ساز هیمالیانورد ایرانی در سال ۱۳۹۰ این قله را صعود کرد.
- افسانه حسامی فرد در تابستان ۱۴۰۲ به عنوان اولین بانوی ایرانی موفق به صعود این قله شد.